# Carlo Ginzburg
Carlo Ginzburg (* 15. dubna 1939, Turín) je italský historik židovského původu, výrazný představitel tzv. mikrohistorie. K jeho nejslavnějším pracím patří kniha Sýr a červi (Il formaggio e i vermi), v níž analyzoval svět raně novověkého heretika Menocchia. Podobně se věnoval lidovému čarodějnickému hnutí ve středověku v knihách I Benandanti: Stregoneria e culti agrari tra Cinquecento e Seicento a Storia notturna: Una decifrazione del Sabba. Vystudoval historii na Univerzitě v Pise. Vyučoval na univerzitě v Bologni a na Kalifornské univerzitě v Los Angeles. Proslul svou žádostí papeži Janu Pavlovi II. o otevření inkvizičních archivů z roku 1979. Jeho matka Natalia Ginzburgová byla významnou italskou spisovatelkou, jeho otec Leone Ginzburg byl známý novinář a bojovník proti fašismu.